# Kohninia linnaeicola
Kohninia linnaeicola är en svampart som beskrevs av Holst-Jensen, Vrålstad & T. Schumach. 2004. Kohninia linnaeicola ingår i släktet Kohninia och familjen Sclerotiniaceae.   Inga underarter finns listade i Catalogue of Life.